# Southamptonstudien
Southamptonstudien är en brittisk forskningsrapport, publicerad i den ansedda tidskriften The Lancet, rörande ett förmodat samband mellan azofärgämnen och hyperaktivitet hos barn. Rapporten publicerades i slutet av 2007. European Food Safety Authority (EFSA, Europeiska myndigheten för livsmedelssäkerhet) beslöt 2008-03-14 efter att studerat rapporten att den inte gav anledning till att förbjuda de f n tillåtna ämnen som studien omfattade. Rapporten kritiserades därför att den gav endast svagt stöd för hypotesen om farlighet, endast somliga barn påverkades och dessutom för att de aktuella barnen hade utsatts för mycket höga doser av flera av dessa ämnen tillsammans, inte vart ämne för sig. Studien har också ansetts splittrad, otydlig och inkonsekvent.
De i rapporten aktuella ämnena är:
- Tartrasingult (E102)
- paraorange (E110)
- azorubin (karmosinrött) (E122)
- nykockinrött (E124)
- allurarött (E129)

I studien ingick även kinolingult (E104), som dock inte tillhör azofärgerna.
Azoförgerna var tidigare förbjudna som livsmedelstillsatser i Sverige p.g.a. att de ansågs förvärra allergiska reaktioner (astma, nässelutslag), men efter ett EU-direktiv blev de åter tillåtna i Sverige. Det svenska livsmedelsverket ansluter sig till EFSA:s uppfattning att den brittiska studien inte ger anledning till att ta bort de aktuella ämnena från listan över tillåtna livsmedelstillsatser.
Dessa beslut har också kritiserats. Ett argument har varit att försiktighetsprincipen bör råda, d.v.s. att man i ovissa fall förbjuder det ifrågasatta ämnet. Ett annat argument är att de aktuella ämnena inte betyder något alls för smaken hos livsmedlet, utan endast är till för syns skull. Då bör man saklöst kunna avstå från dessa tillsatser.